# Collegium Iuridicum Uniwersytetu Jagiellońskiego

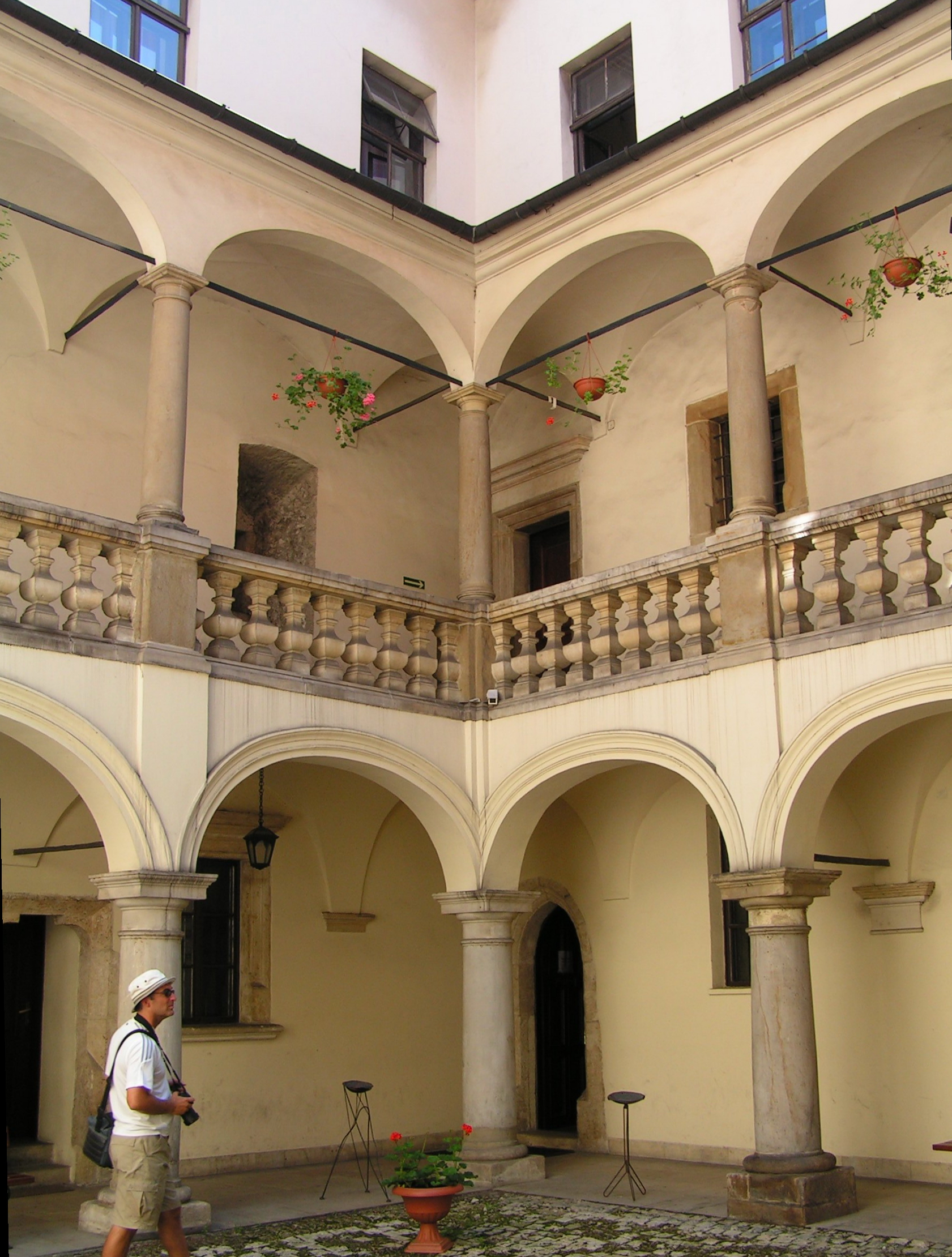
Krużganki

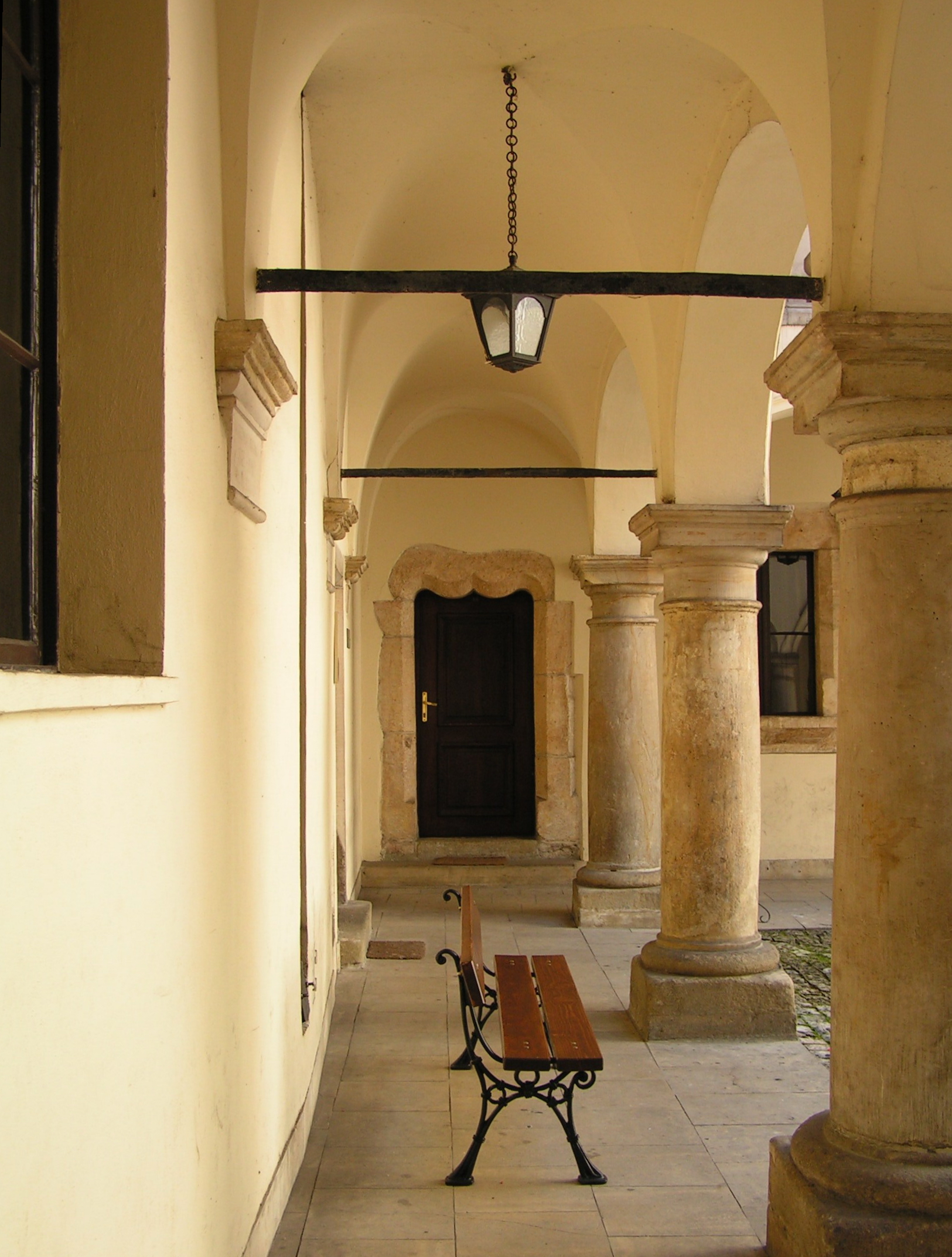
Krużganki

Collegium Iuridicum Uniwersytetu Jagiellońskiego – jeden z najstarszych budynków Uniwersytetu Jagiellońskiego, znajdujący się przy ul. Grodzkiej 53 w Krakowie. Od południa przylega do placu św. Marii Magdaleny, od zachodu do ul. Kanoniczej.
Budynek, powstały z połączenia dwóch domów, jest czteroskrzydłowym założeniem z dwukondygnacyjnym dziedzińcem arkadowym, sklepionym krzyżowo.

## Historia
Na początku XIV na miejscu dzisiejszego Collegium znajdowała się budowla o przeznaczeniu handlowym, której pozostałości widoczne są w piwnicach Collegium. W drugiej połowie XIV na jej miejscu wzniesiono dwie kamienice, które w latach 1403 i 1406 Uniwersytet Krakowski odkupił od ówczesnych właścicieli (Sędziwoja z Szubina oraz Mikołaja i Niemierzy z Irządza) i połączył ze sobą. W Collegium zachowały się liczne gotyckie portale i obramienia okienne.
W XVI, poza Collegium Maius, wykłady uniwersyteckie odbywały się w czterech kolegiach, które były ośrodkami pracy wydziałów: prawa, lekarskiego, teologii i sztuk wyzwolonych (filozofii). Spośród nich przetrwały jedynie Collegium Iuridicum (Prawnicze) i Collegium Minus.
W XVII budynek przebudowano, wznosząc arkadowy dziedziniec i boniowany portal na fasadzie. Od 1800 mieściła się tu siedziba urzędu fiskalnego, potem lazaret. W latach 1850–1886 Collegium Iuridicum było siedzibą Uniwersytetu. Od 1890 znajdowało się tu Studium Rolnicze, od 1912 zakłady: antropologii, chemii i paleontologii.

### Collegium w XXI wieku
Od 1992 w Collegium Iuridicum mieszczą się: Instytut Historii Sztuki (Wydział Historyczny UJ), Zakład Postępowania Cywilnego oraz Katedra Prawa Pracy (Wydział Prawa i Administracji UJ).
W podziemiach od 1992 znajduje się wystawa Instytutu Zoologii UJ, na której prezentowane są muszle morskie (ok. 1500 gatunków ofiarowanych UJ przez Bolesława Rączkę w 1984), skamieniałości (ok. 500 gatunków ofiarowanych UJ przez prof. J. Małeckiego i dr R. Tarkowskiego z AGH) i motyle (ok. 2300 gatunków).
14 maja 1996 na dziedzińcu ustawiono rzeźbę Luci di Nara (Światła Nary) Igora Mitoraja (1991), będącą darem artysty dla UJ, przekazanym po wystawie monograficznej w Collegium Iuridicum we wrześniu 1993.

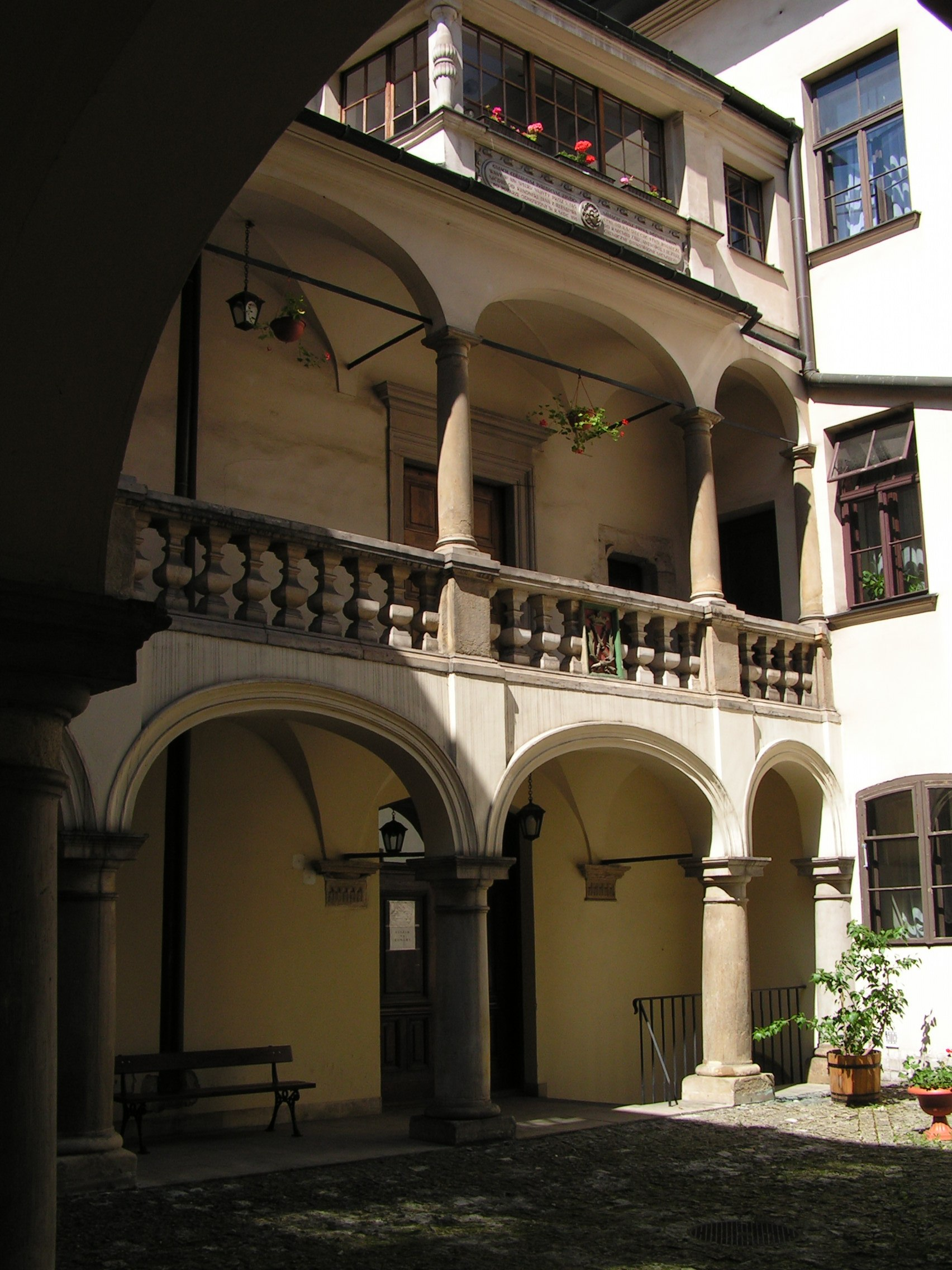
Krużganki
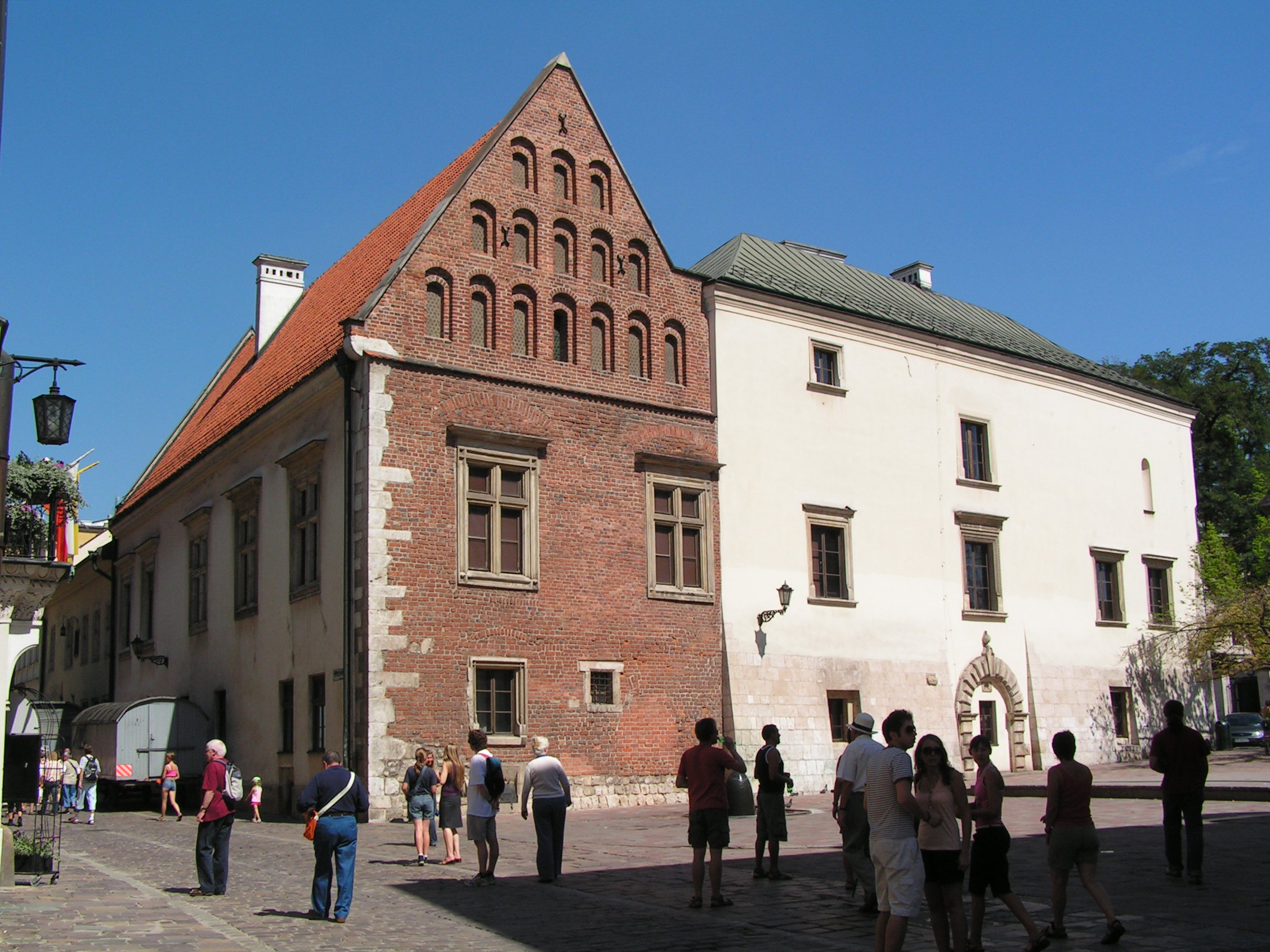
Collegium Iuridicum od ul. Kanoniczej i pl. Marii Magdaleny
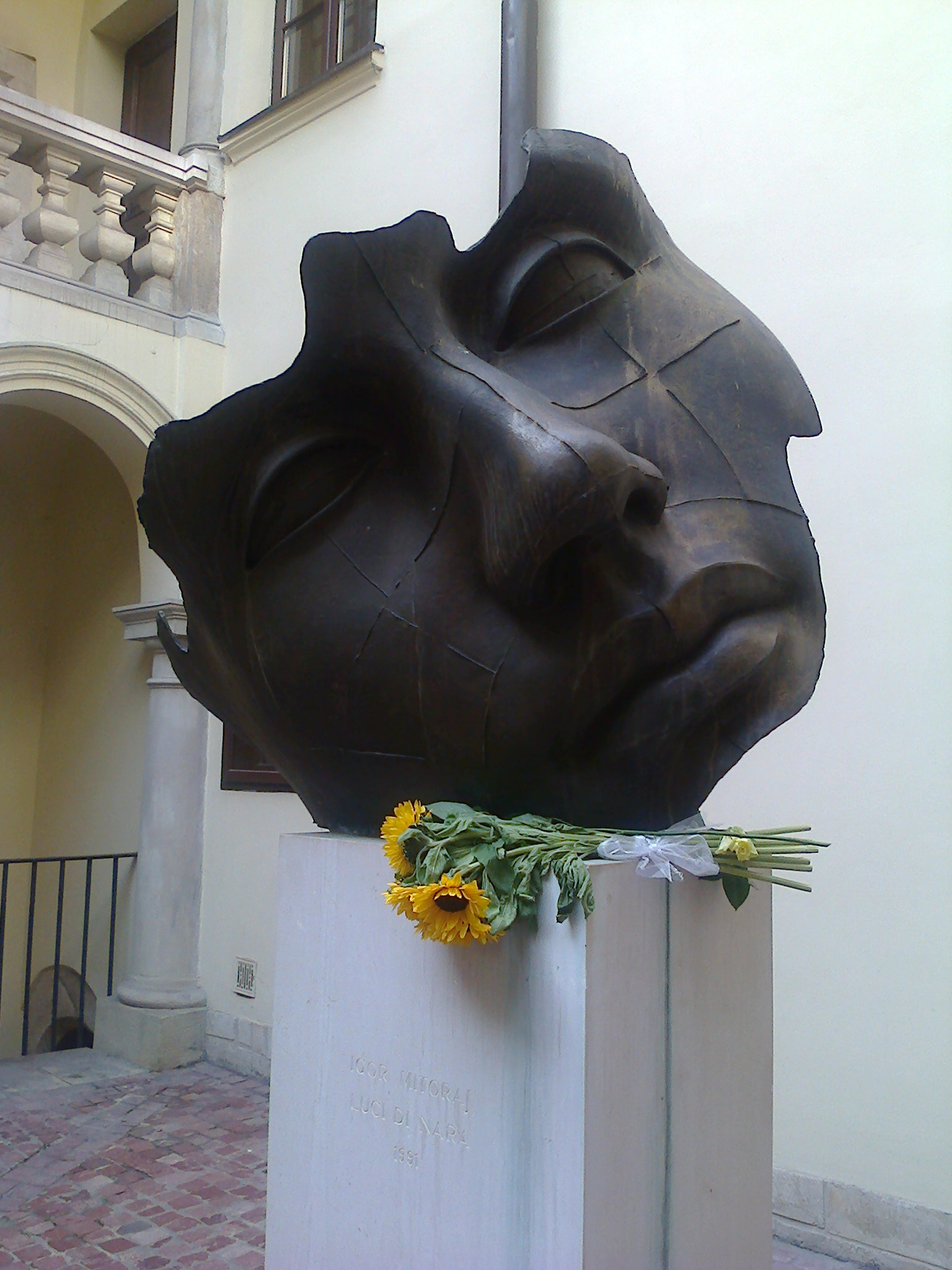
Rzeźba Igora Mitoraja na dziedzińcu Collegium z kwiatami w hołdzie dla artysty tuz po jego śmierci.